# Gimme Some Truth
"Gimme Some Truth" é uma canção de protesto composta e gravada pelo músico britânico John Lennon, lançada originalmente em seu álbum Imagine, de 1971. "Gimme Some Truth" contém várias referências políticas daquele período em que fora composta, durante os últimos anos da Guerra do Vietnã. Co-produzida por Phil Spector, a gravação conta com um solo de slide guitar feito por George Harrison, antigo colega de Lennon nos Beatles.

## Origem e gravação
O trabalho na canção começou já em janeiro de 1969, durante as sessões de Get Back dos Beatles, que eventualmente se transformaram no álbum Let It Be. Gravações bootleg do grupo tocando canções que eventualmente iriam para as carreiras solo dos membros apresentam algumas performances de "Gimme Some Truth".
O lado dois começa com "Gimme Some Truth", que comecei há um ou dois anos - provavelmente na Índia. Era um velho poema que eu guardei por muito tempo, mas mudei novamente a letra. Gosto da faixa porque soa bem, mas não chamou muita atenção, então é uma faixa pessoal que gosto do som. As guitarras são boas e a voz soa bem e, sabe, ela diz tudo. George faz um solo afiado com seu dedo de aço (ele não tem muito orgulho disso, mas eu gosto).— J. Lennon
Lennon gravou "Gimme Some Truth" em 25 de maio de 1971 no Ascot Sound Studios, seu estúdio caseiro. Overdubbing de seu vocal principal em 28 de maio também foi capturada em filme.

## Recepção
Em uma crítica do álbum Imagine, Robert Christgau disse que a canção "une o Lennon desmascarado com o Lennon dos jogos de palavras de Blunderland, e fornece uma justificativa para 'Jealous Guy', que não precisa de uma, e 'How Do You Sleep?', que talvez precise". Lisa Wright, da NME, classificou "Gimme Some Truth" como a quinta maior música solo de Lennon, afirmando que nela ele "tentou vasculhar o turbilhão de besteiras da mídia para encontrar a luz no fim do túnel" e concluindo que "desprezo nunca soou tão bem". O autor Robert Rodriguez comenta que Imagine é bem conhecido por suas qualidades comerciais e "amigáveis ao rádio", mas nas faixas mais substanciais, George Harrison fornece "algumas das músicas mais corajosas", particularmente em "Gimme Some Truth". Rodriguez destaca o solo de slide guitar de Harrison como sendo "igualmente [tão] doloroso" quanto sua execução em "How Do You Sleep?" e descreve a faixa como um "ataque ácido à hipocrisia governamental".

## Legado
O documentário Gimme Some Truth: The Making of John Lennon's Imagine Album, que mostra os bastidores da gravação de Imagine, recebeu o título a partir desta canção. Da mesma forma, Jon Wiener usou o mesmo título para seu livro, Gimme Some Truth: The John Lennon FBI Files, sobre a tentativa de deportação de Lennon dos Estados Unidos na década de 1970. Em outubro de 2020, uma compilação remasterizada de canções de Lennon foi lançada sob o título Gimme Some Truth. The Ultimate Mixes. A banda de rock australiana Money For Rope recebeu este nome a partir de um trecho da canção.
Vários artistas regravaram a canção, incluindo Generation X, Sam Phillips e Cheap Trick. Uma versão por Jakob Dylan e Dhani Harrison foi lançada no álbum Instant Karma: The Amnesty International Campaign to Save Darfur, apenas de regravações de Lennon.